# Courpiac
Courpiac är en kommun i departementet Gironde i regionen Nouvelle-Aquitaine i sydvästra Frankrike. Kommunen ligger i kantonen Targon som tillhör arrondissementet Langon. År 2022 hade Courpiac 122 invånare.

## Befolkningsutveckling
Antalet invånare i kommunen Courpiac
Referens:INSEE